# Попов Костянтин Степанович
Костянтин Степанович Попов (нар. 1910, місто Харків — загинув 25 лютого 1977, місто Москва, Російська Федерація) — радянський діяч, 1-й секретар Бєлгородського промислового обласного комітету КПРС, секретар Сумського та Харківського обласних комітетів КПУ. Депутат Верховної ради Російської РФСР 5—7-го скликань.

## Біографія
Народився в родині паровозного машиніста. Закінчив школу фабрично-заводського учнівства. Працював помічником машиніста і слюсарем паровозного депо станції Красний Лиман на Донбасі.
З 1930 року — завідувач агітаційно-масового відділу Красно-Лиманського районного комітету комсомолу (ЛКСМУ), секретар районної ради профспілок, помічник начальника паровозного депо.
Член ВКП(б) з 1931 року.
У 1939 році закінчив Харківський інститут інженерів залізничного транспорту.
У 1939—1940 роках — секретар партійного бюро Харківського інституту інженерів залізничного транспорту.
У 1940—1941 роках — 2-й секретар Сталінського (Московського) районного комітету КП(б)У міста Харкова.
15 травня 1941 — 1942 року — секретар Сумського обласного комітету КП(б)У із транспорту.
У 1942—1943 роках — інструктор Управління кадрів ЦК ВКП(б).
У 1943 (затверджений в травні 1944) — листопаді 1948 року — заступник секретаря Сумського обласного комітету КП(б)У із транспорту — завідувач транспортного відділу Сумського обласного комітету КП(б)У.
У 1948—1951 роках — заступник завідувача відділу партійних, профспілкових і комсомольських органів Харківського обласного комітету КП(б)У.
У 1951—1952 роках — завідувач транспортного відділу Харківського обласного комітету КП(б)У.
У 1952—1954 роках — завідувач відділу партійних, профспілкових і комсомольських органів Харківського обласного комітету КПУ.
У червні 1954 — 25 жовтня 1955 року — секретар Харківського обласного комітету КПУ із питань промисловості.
У 1955—1956 роках — слухач Курсів перепідготовки секретарів обкомів партії і слухач Вищої партійної школи при ЦК КПРС.
У 1956—1957 роках — 2-й секретар Балашовського обласного комітету КПРС.
У 1957—1958 роках — в розпорядженні Бєлгородського обласного комітету КПРС.
У 1958 — 8 січня 1963 року — 2-й секретар Бєлгородського обласного комітету КПРС.
8 січня 1963 — 15 грудня 1964 року — 1-й секретар Бєлгородського промислового обласного комітету КПРС.
15 грудня 1964 — 25 лютого 1977 року — 2-й секретар Бєлгородського обласного комітету КПРС.
Загинув 25 лютого 1977 року під час пожежі в готелі «Росія» в Москві.

## Нагороди та відзнаки
- три ордени Трудового Червоного Прапора
- орден Червоної Зірки
- орден «Знак Пошани»
- медалі
- Почесна грамота Президії Верховної ради РРФСР